# Campeonato Alagoano de Futebol da Segunda Divisão de 2016
O Campeonato Alagoano de Futebol - Segunda Divisão de 2016 foi a 29ª edição da segunda divisão do Campeonato Estadual de Alagoas.

## Previsões do Campeonato
Depois, de ter uma baixa no ano de 2015 e ter mostrado uma grande competitividade em 2014, a segunda divisão estadual de 2016 pretende ser bem acirrada. Isso porque esta edição contará com apenas 5 clubes brigando pelo acesso até a última rodada.
Participantes da Segunda Divisão de 2016
Apenas sete clubes fizeram a inscrição na Segunda Divisão do Campeonato Alagoano desse ano. Foram os: Santa Cruz, FF Sport Igaci de Igaci, São Domingos de Marechal Deodoro, Miguelense de São Miguel dos Campos e CEO de Olho d'Água das Flores confirmaram o pedido.
Desistências da Segunda Divisão de 2016
Dois clubes entraram com pedido de desistência a Federação Alagoana de Futebol alegando falta de recursos para a organização de cada clube, os clubes foram: o São Miguel de São Miguel dos Campos e o Zumbi de União dos Palmares.

### Regulamento[2]
A competição contará com sete participantes e terá início em 18 de semtembro e término previsto para 6 de novembro, o campeonato será disputado em três fases: Primeira Fase, Fase Semifinal e Fase Final.
Na Primeira Fase, as sete Equipes jogam entre si em sistema de ida, perfazendo um total de 06 (seis) jogos para cada.
Ao termino da Primeira Fase, as equipes classificadas nos quatro primeiros lugares estarão qualificadas para a Fase Semifinal do Campeonato.
Os vencedores da Fase Semifinal conquistaram o acesso e disputaram o título na Fase Final.

### Critério de desempate
Os critério de desempate serão aplicados na seguinte ordem:
1. Maior número de vitórias
2. Maior saldo de gols
3. Maior número de gols pró (marcados)
4. Maior número de gols contra (sofridos)
5. Confronto direto
6. Sorteio

## Primeira fase

### Classificação
Desempenho por rodada
- Clubes que lideraram o campeonato ao final de cada rodada:

| Fase Única | Fase Única | Fase Única | Fase Única | Fase Única | Fase Única | Fase Única | Fase Única | Fase Única | Fase Única |
| ---------- | ---------- | ---------- | ---------- | ---------- | ---------- | ---------- | ---------- | ---------- | ---------- |
| 1          | 2          | 3          | 4          | 5          | 6          | 7          | 8          | 9          | 10         |
| MIG        | CEO        | CEO        | CEO        | CEO        | CEO        | CEO        | CEO        | CEO        | CEO        |

- Clubes que ficaram na última posição do campeonato ao final de cada rodada:

| Fase Única | Fase Única | Fase Única | Fase Única | Fase Única | Fase Única | Fase Única | Fase Única | Fase Única | Fase Única |
| ---------- | ---------- | ---------- | ---------- | ---------- | ---------- | ---------- | ---------- | ---------- | ---------- |
| 1          | 2          | 3          | 4          | 5          | 6          | 7          | 8          | 9          | 10         |
| SDM        | SDM        | SDM        | SDM        | SDM        | SDM        | SDM        | FFS        | FFS        | FFS        |

## Artilharia
6 gols
- Felipe José (São Domingos)

5 gols
- Tarcísio (CEO)

4 gols
- Mazinho (CEO)
- José Luciano (Santa Cruz)

3 gols
- Ivanzinho (CEO)
- Silva (São Domingos)

2 gols
| - Ivan (CEO) - Romário (CEO) - Lucão (CEO) - Aurélio (CEO) - Cássio (Miguelense) | - Alex (Miguelense) - Rubiano (Miguelense) - Damião (Santa Cruz) - Eric (São Domingos) |

1 gol
| - César (CEO) - Filipe (CEO) - Danilo (CEO) - Alef (FF Sports Igaci) - Wilton (FF Sports Igaci) | - Matheus (FF Sports Igaci) - Kaio (FF Sports Igaci) - Cléber (FF Sports Igaci) - Renato (Miguelense) - Felipe (Miguelense) | - Alefe (Santa Cruz) - Erlison (Santa Cruz) - Cristiano (Santa Cruz) - Robinho (São Domingos) - José Felipe (São Domingos) |

1 gol-contra
- Mazinho (CEO)

## Premiação
| Alagaano - Segunda Divisão de 2016 |
| Olho d'Água das Flores             |
| ---------------------------------- |
| CEO Campeão (2º título)            |

## Links
- Site da Federação Alagoana de Futebol
- Site Futebol Alagoano
- Começa em Setembro a Segunda Divisão 2016
- Notícias da Segunda Divisão
- Regulamento Segunda Divisão de 2016
- Tabela da Segunda Divisão de 2016